# ピアノ・ロウ地区
ピアノ・ロウ地区（ピアノ・ロウちく、Piano Row District）は、マサチューセッツ州ボストンのトレモント・ストリートとボイルストン・ストリートの角、ボストン・コモンに面した2ブロックに及ぶ建物群から成る国定歴史地区。この地区は、ボイルストン・ストリートに沿って、パーク・スクエアからトレモント・ストリートまで、トレモントからアヴェリー・ストリート (Avery Street) まで広がっている。この地区は、ボイルトン・ストリートからすぐ南側のトレモント・ストリートに面したふたつの建物、カトラー・マジェスティック劇場と、216-218番地を占める1925年のユニオン貯蓄銀行 (Union Savings Bank) の建物も含んでいる。一帯は、19世紀末から20世紀初頭に開発が進み、「ピアノ・ロウ (Piano Row)」（「ピアノ横丁」といった含意）として知られるようになったが、これはこの辺りに音楽関係の事業が集積したためであり、中にはいくつかのピアノのショールームもあった。ボストン最大のスタインウェイの販売店であるM・ステイナート・アンド・サンズ (M. Steinert and Sons) の旗艦店は、1896年から当地に店舗を構えており、その地下には優れた演奏ホールだったステイナート・ホールが設けられていたが、消防規則との関係で、現在では事実上閉鎖されている。
この地区は、1980年にアメリカ合衆国国家歴史登録財に登録された。